# Сан-Марино на «Евровидении-2008»
Сан-Марино на конкурсе песни Евровидение 2008 совершило свой официальный дебют: в первом полуфинале конкурса страну представила рок-группа MiOdio с песней «Complice» на итальянском языке.

## Исполнитель
Группа называется «MiOdio», что по-итальянски означает «Ненавижу себя». Состоит из трех итальянцев и двух граждан Сан-Марино. Лидером группы является Никола Делла Валле. На конкурс отправилась после победы 11 марта на закрытом внутреннем отборе: после просмотра 50 заявок отборочный комитет оставил только тех исполнителей, которые пели на итальянском языке. Песню-победительницу комитет назвал «свежей и оригинальной».

## Подготовка к участию
Радиотелевизионная компания Республики Сан-Марино объявила в ноябре 2007 года о том, что страна может выступить впервые в истории на конкурсе песни Евровидение. Однако поскольку владельцем половины акций компании была итальянская телерадиокомпания RAI, подобное решение могло и не состояться: Италия с 1997 года не участвовала в конкурсе песни Евровидение и могла отказать санмаринцам. В итоге Сан-Марино объявило о своём участии в конкурсе.
Организационный комитет занялся лично отбором участника на конкурс, сделав ставку на внутренний отбор. Жюри возглавил певец Литтл Тони: заявки на участие принимались до 25 февраля 2008. Всего было получено 50 заявок со всей Европы, в том числе и из самой Италии: оттуда в качестве кандидатов выступали поп-группа Jalisse, выступавшая в 1997 году на Евровидении, певцы Массимо Бертаччи и Микеле Имберти. Из-за рубежа свою заявку подали Эльнур Гусейнов с песней «If You Never Back» (представил в итоге Азербайджан на Евровидении) и певица Алекса с песней «We Are One» (ранее она пробовалась на молдавском отборе).
11 марта 2008 был сделан окончательный выбор: на Евровидение решили отправить группу MiOdio с песней «Complice», которую группа собиралась исполнить на итальянском. Сама группа обещала представить в песне «новые методы мышления, рождённые гневом, и свободу реагировать на то, что каждый несёт внутри себя».
Группа представила три версии песни: акустическую, «гаражную» и официальную (на которую был снят клип).

## Шансы
Шансы страны перед конкурсом эксперты оценивали как невысокие, несмотря на хорошее студийное выступление группы — некоторые отмечали схожесть MiOdio с андоррской рок-группой Anonymous, выступавшей год назад в Хельсинки с похожим номером и не попавшей в финал. Предполагалось, что группа может завоевать доверие жюри и выйти в финал по его решению. Автор проекта «Евровидение-Казахстан» Андрей Михеев назвал песню одной из самых медленных за всю историю конкурса, оценив её в целом на 8 баллов по 10-балльной шкале, но назвал выступление лишь попыткой повторить выступление панк-рок-группы Anonymous из Андорры, которая в 2007 году также не преодолела полуфинал Евровидения.

- Музыка: Публике было представлено три версии песни, сначала появилась акустическая, затем "гаражная" и в итоге все вылилось в версию в клипе. Вероятно, это одна из самых медленных песен за всю историю конкурса. 8/10
- Текст: Занимательный текст. 8/10
- Вокал: Вокал неплох, но побольше бы агрессивности ему не помешало. 8/10
- Итог: Вероятно, повторит историю Андорры 2007. 7/10

Российский музыкальный критик Антон Кулаков хвалил исполнителей за удачный выбор песни, назвав вокал Николы Делла Валле нормальным «эмо-вокалом», но не верил в выход Сан-Марино в финал только по причине неудачной жеребьёвки:

- Музыка: Добротная итало-спагетти-баллада. 9/10
- Текст: Между сексом и музыкой размышляю о тебе. Интересно. 9.5/10
- Вокал: Нормальный не то англо, не то итало, не то вообще эмо-вокал. 9/10
- Итог: Учитываю «удачную» жеребьевку — это пролет.

## Выступление
Сан-Марино должно было пройти полуфинал для того, чтобы принять участие в финале. Поскольку Европейский вещательный союз был недоволен тем, как телезрители голосуют не столько за исполнителя, сколько за конкретную страну, в целях предотвращения подобных махинаций в конкурсе ввели два полуфинала. По жеребьёвке от 28 января 2008 Сан-Марино отправилось в первый полуфинал, состоявшийся 20 мая 2008, и получило 5-й порядковый номер выступления. Официальная телерадиокомпания Сан-Марино пообещала транслировать оба полуфинала конкурса, что позволило Италии впервые за долгие годы увидеть конкурс Евровидения целиком.
Группа выступила в полуфинале 20 мая 2008 под обещанным 5-м номером. Все участники вышли на стену в чёрных костюмах (у каждого был свой костюм). На сцене также выступала дизайнер и танцовщица Анико Пустай из миланского театра «Ла Скала»: Анико была в белых одеждах и представляла собой ангела, что было своеобразным противопоставлением чёрным одеждам музыкантов. Представители делегации были убеждены, что хореография может сыграть в пользу номера и продемонстрировать «эмоциальное столкновение»: танец Пустай был как был иллюстрацией к тексту песни. Фон, на котором выступала группа, был бирюзового цвета.
Дебют страны оказался очень неудачным: Сан-Марино набрало только 5 очков: 2 очка от Андорры и 3 очка от Греции. Итогом стало последнее, 19-е место (из полуфинала выходили 9 стран напрямую, 10-ю выбирало жюри). Сан-Марино не было выбрано даже жюри и в итоге покинуло конкурс, став восьмой страной с подобным неудачным дебютом (последнее место).

## Голосование зрителей Сан-Марино

### Полуфинал
| 12 баллов | Греция     |
| 10 баллов | Польша     |
| 8 баллов  | Армения    |
| 7 баллов  | Норвегия   |
| 6 баллов  | Румыния    |
| 5 баллов  | Молдавия   |
| 4 балла   | Финляндия  |
| 3 балла   | Нидерланды |
| 2 балла   | Израиль    |
| 1 балл    | Черногория |

### Финал
| 12 баллов | Греция         |
| 10 баллов | Израиль        |
| 8 баллов  | Армения        |
| 7 баллов  | Норвегия       |
| 6 баллов  | Великобритания |
| 5 баллов  | Португалия     |
| 4 балла   | Турция         |
| 3 балла   | Албания        |
| 2 балла   | Дания          |
| 1 балл    | Румыния        |